# Чарльз Тейз Расселл
Чарльз Тейз Ра́сселл (англ. Charles Taze Russell, 16 лютого 1852, Піттсбург — 31 жовтня 1916, Нью-Йорк) — в дослідницькому середовищі знаний як па́стор Ра́сселл — американський проповідник та релігійний реформатор, засновник руху Дослідників Святого Письма (сьогодні відомого як «організація Свідків Єгови»). Очевидно не був масоном.

## Біографія

### Дитинство і молодість
Чарльз Тейз Расселл був другою дитиною Джозефа Л. Расселла та Анни Елізи (з дому Бьорні) Расселл. Батьки були купецькою родиною пресвітеріан шотландсько-ірландського походження. З раннього дитинства Чарльз Расселл отримав глибоке релігійне виховання в пресвітеріанському дусі. Маючи майже одинадцять років, він почав працювати окремо як підприємець в магазині чоловічого одягу незалежно від батька, а пізніше став його компаньйоном.
Попри пресвітеріанське виховання Чарльз долучився до Церкви конгрегаціоналістів. У віці 14 років він також став членом Християнського товариства християнської молоді. На тротуарах і стінах будинків він писав вірші зі Святого Писання, заохочуючи тим самим людей до покаяння та віри. У віці 15 років він розширив родинну фірму і нарешті заснував мережу магазинів.

### Вчення і діяльність Расселла
У 1870 році разом з групою товаришів (близько 6 осіб) Расселл розпочав глибоко досліджувати Святе Письмо незалежно від церковних догматів. Це було першим «класом» вивчення Біблії і дало початок Дослідникам Святого Письма. Вони використовували метод, при якому незрозумілі уривки Біблії «пояснювала сама Біблія». Перед вивченням молилися до Бога про зрозуміння, а потім вишукували і виписували усі біблійні вірші, які стосувалися певної теми. На закінчення робили підсумок.
У 1871 році Расселл в результаті цих вивчень відкинув вчення про Трійцю, безсмертя душі та вічні муки. У 1872 році розпочав проголошувати систему поглядів «Викуп і Реституція». У 1874 до нього прийшло розчарування. Христос, якого він очікував (у жовтні), не прийшов на землю видимим. Вже рік пізніше він визнав і навчав, що Ісус мав прийти невидимим, але він не знає дати Його повернення. Цій темі він присвятив видану у 1875 році брошуру «Ціль і спосіб повернення нашого Господа».
У 1876 році Расселл зустрівся з адвентистом Нельсоном Барбером, погляди якого на другий прихід Ісуса він поділяв, і вони обидва прийшли до розуміння, що невидима присутність Христа розпочалася 1874 році. Він вважав, що з 1874 року розпочалось благословенне Тисячоліття. Цю початкову стадію він назвав Зорінням Тисячоліття. Також навчав, що вже у 1799 році розпочались останні часи.
Постановив розпочати енергійну кампанію звіщення про «повернення Господа». Починаючи з 1874 року, група Дослідників Святого Письма з Піттсбурга розпочала святкувати щорічну урочистість, яка вшановувала смерть Ісуса, так звану Пам'ятку Смерті Христа — обряд, який полягав у споживанні вина й ламанні хліба. У жовтні 1876 року з'явилась одна з перших статей Расселла в часописі «The Bible Examiner», (Біблійний Екзаменатор), редактором якого був Джорж Сторс з Брукліну. У цій статті Расселл вказував на те, що «Часи Поган» закінчаться у 1914 році. Євреї мають бути повернені до свого попереднього стану, поганські царства будуть вщент розбиті, як «посуд гончарський», а царства цього світу стануть царствами нашого Господа і розпочнеться вік Христового суду.
З жовтня 1876 року по січень 1879 року Рассел, Барбер і Патон спільно видавали місячник «Herald of the Morning» (Вісник Поранку). Расселл вклав свої власні кошти, що стабілізувало фінансовий стан часопису та дозволило Раселу стати його співредактором. У цей же період Чарльз Расселл припинив свою діяльність у сфері торгівлі, розпродав свої магазини і повністю присвятив себе проголошенню присутності Христа та вчення про Викуп.
У 1878 році разом зі своїми прихильниками очікував, що вони будуть забрані на небо. Пізніше стверджував, що в цьому році розпочалось невидиме воскресіння «небесного класу». У липні 1879 року розпочав видавати часопис «Zion's Watch Tower and Herald of the Christ's Presence» («Сіонська Вартова Башта і Вісник Христової Присутності»), котрого він був також і редактором. Перший номер вийшов з друку накладом в 6 тисяч примірників, щоб у 1914 році вийти вже кількістю у 50 тисяч. Одночасно з появою цього часопису Расселл розпочав об'їзд США. Відразу після початку видавання «Сіонської Вартової Башти» Расселл розпочав заохочувати читачів, щоб запрошували його або котрогось з його товаришів до себе. Таким чином він відвідав Пенсільванію, Нью-Джерсі, Массачусетс і Нью-Йорк. У 1879 році Расселл одружився з Мері Френсіс Еклі, дітей у них не було.
У 1881 році в Пітсбургу виникло Товариство під назвою «Zion's Watch Tower Tract Society» (Товариство Брошур — Сіонська Вартова Башта), президентом котрого став В. Г. Конлі, секретарем-скарбником і дійсним лідером був сам Рассел. У той час Товариство служило лише для координування діяльності різних зборів, а також друкування і розповсюдження релігійної літератури. Щоб полегшити розпорядження пожертвуваними для цих цілей коштами, Расселл зареєстрував Товариство 15 грудня 1884 року згідно з законами штату Пенсільванія і став його президентом.
Починаючи з червня 1881 року у видавничій діяльності Расселла настав дуже інтенсивний період. На той час основним був часопис «Вартова Башта» та книга «Ціль і спосіб повернення нашого Господа», а також подорожування по країні з викладами. Расселл приготував трактат, що висвітлював питання: для чого Бог допускає зло — під назвою «Харч для думаючих християн», який спочатку був виданий як спеціальний вересневий номер «Вартової Башти» 1881 року. У великих містах Великої Британії до рук людей, які відвідують церкву, потрапило 300 тисяч екземплярів публікацій «Харч для думаючих християн». Іншою популярною на той час книжкою була «Тіні Скинії».
Восени 1881 року опоненти Расселла почали представляти його як купця, який намагається здобути велике багатство, використовуючи релігію і торгівлю. Пізніше розпочався конфлікт з дружиною, яка вимагала розлучення на підставі шлюбної зради. Докоряли йому також за те, що він видає себе за особу, яка досконало знає єврейську і грецьку мови. В таких обставинах Расселл написав і видав у 1886 році перший том «Викладів Святого Письма», пізніше названий «Божий План Віків». У цьому томі він вчить, що Господь Бог в своєму ставленні до людей стисло керується визначеним планом, обриси якого представлені в цій книзі. З 1882 до Расселла почали звертатись Пастор.
Впродовж наступних років Чарльз Расселл збудував нову резиденцію Товариства Вартова Башта (Біблійний Дім) i одночасно працював над другим томом «Викладів Святого Письма», що був виданий в 1889 році під назвою «Надійшов час». У цьому творі він вмістив пояснення часу і способу повернення Христа на землю, а також дав обширні пояснення, які ототожнювали Великий Вавилон з Апокаліпсису з папством як системою.
В 1890 році Расселл запровадив регулярну об'їзну пілігримську службу, яка обслуговувала зацікавлені збори. У 1891 році в місті Алагейні в Пенсільванії відбулася перша конвенція (з'їзд) Дослідників Святого Письма. У цьому ж році Расселл видав третій том «Викладів Святого Письма» під назвою «Нехай прийде Царство Твоє». В цьому томі містились вчення на тему очищення християн. В ньому також було описано, що Велика Піраміда (авторство якої Расселл приписував Мелхиседекові) була Божим Свідком і Біблією в Камені, що дивлячись на розміщення коридорів і кімнат, які вимірювані в певних пропорціях і одиницях, давали числа, які збігалися з біблійними пророцтвами.
Більше того, у 1891 році Расселл поїхав до Канади, де на конвенції в Торонто промовляв до 700 осіб, i ще в цьому ж самому році відвідав Європу (Ірландію, Шотландію, Англію, Італію, Австрію, Німеччину, Норвегію, Швецію, Данію, Швейцарію, теперішню Молдову, а також Туреччину). Після завершення європейської подорожі він подвоїв зусилля щодо перекладів європейськими мовами.
У 1891 на обкладинці «Вартової Башти» він вмістив хрест (з короною та вінком), котрий можна було бачити аж до 1931 р. В тому самому році він зорганізував з'їзд — перший генеральний з'їзд своїх прихильників.
У 1891—1897 роках Расселл написав четвертий том «Викладів Святого Письма» під назвою «Битва Армагедону», в якому вказав на помилки так званого номінального християнства, а саме, що воно, на його думку, не принесло плоду, якого сподівався від нього Бог. У 1896 році прийнято рішення змінити назву Товариства Брошур — Сіонська Вартова Башта на Товариство Вартової Башти, Біблії і Брошур — Watch Tower Bible And Tract Society (W.T.B.&T.S.).
1896 i 1897 роки були для Рассела особливо болісними, тому що дружина не хотіла примиритися з фактом, що не може публікувати статті у «Вартовій Башті», і в листопаді 1897 року їх шлюб фактично розпався. Від 1897 по 1899 рік Расселл написав п'ятий том «Викладів Святого Письма» під назвою «Примирення між Богом та людьми», в якому представив свої поняття про справу Викупу і примирення людини з Богом, довершену через Ісуса Христа.
Починаючи від року 1898 Дослідники Святого Письма розпочали регулярно організовувати генеральні конвенції. В міру появи потреб Расселл відкривав нові офіси Товариства Вартової Башти в інших країнах (на той час в 28 країнах). Перший офіс в Європі виник 23 квітня 1900 року в Лондоні, в Англії. На той час у Великій Британії вже існувало дев'ять зборів, в яких збиралося 138 братів і сестер. Далі, в 1899—1904 роках було написано шостий том «Викладів Святого Письма», видано його в 1904 році під назвою «Нове Створіння». В 1902 році Товариство Вартової Башти опублікувало Паралельну Біблію Гольмана з «Підручником для Вериянского дослідження Святого Письма».
В жовтні 1903 року Расселл взяв участь в публічній дискусії проти E.Л. Ітона, речника об'єднання протестантських проповідників в західній Пенсільванії. В цих дебатах Расселл доказував, що померлі дійсно мертві; що вони не живуть ні на небі ні в пеклі. В цей же час дружина Рассела почала проголошувати ідею прав жінок і право жінки стати фактично головою дому, що призвело весною 1903 року до розлучення (подання до суду зробила місіс Рассел). Через декілька років після цього вже у 1908 місіс Расселл було призначено аліменти і винесено постанову про сепарацію від столу і ложа, але не розлучення.
У 1902 році відкрито офіси Товариства Вартової Башти в Ельберфельд в Німеччині, a в 1904 році в Мельбурні в Австралії. В 1903 році Расселл ще раз відправився в подорож Європою. В 1905—1907 роках Расселл брав участь в серії публічних лекцій на тему «До пекла й назад! Хто там перебуває? Надія, що багато повернуться».
З лютого 1908 до червня 1911 року діяльність Рассела набрала таких розмірів, що було найнято декілька залізничних вагонів, якими Расселл і група співпрацівників їздили з конвенції на конвенцію. Расселл також здійснив чергові подорожі Європою в 1908, 1909, 1910 (двічі) i 1911 (двічі) роках. Під час візиту до Австрії і промови у Відні в 1911 році, натовп людей перервав зібрання, на якому він мав промовляти. Також в Німеччині дійшло то подібних випадків. Під час подорожі в 1909 році Расселл відвідав Палестину, де заприязнився з єврейськими лідерами і прочитав їм лекцію в Єрусалимі. Також він відвідав і польські землі.
В той вже час тодішній Біблійний Дім в Алагейні став затісним на потреби релігійного руху, створеного Расселом, і тому у 1908 році Товариство Вартової Башти перенесено до нової резиденції в Брукліні (тепер район Нью-Йорку) на вулиці Hicks Street. Урочисте відкриття відбулося 31 січня 1909 року.
У 1909 році Расселл зробив перші кроки в напрямку порозуміння з євреями сіоністами. У місячнику «Overland Monthly» було надруковано дванадцять статей Расселла під заголовком «Вибраний Божий Народ». Вони були звернені до євреїв. В жовтні 1910 року було виголошено публічний виклад до євреїв на іподромі в Нью-Йорку на тему «Сіонізм в пророцтвах», який вислухало 4 тисячі осіб. Подібні виклади він виголошував для євреїв Англії. У 1912 році він видав брошуру «Потіха для Євреїв», представляючи ідею повернення Божої ласки до єврейського народу.
На переломі 1911 i 1912 років Расселл вирушив з циклом лекцій навколо землі. Траса подорожі проходила через Гонолулу, Токіо, Гонконг, Сінгапур, Пхеньян, Бенгал, Манілу, Цейлон, Калькутту, Ченнаї, Бомбей, Мемфіс, Александрія, Афіни, а також численні європейські міста. Лекції прослухало багато тисяч осіб, утворилось багато зборів. Після повернення приготовано переклади літератури на чотири мови, якими спілкуються в Азії.
У 1913 в Лондоні закладено європейську філію Товариства Вартової Башти під назвою Міжнародне Товариство Дослідників Святого Письма (International Bible Students Association, IBSA). Зареєстрована в Лондоні корпорація мала в своєму розпорядженні друкарню, займалася розповсюдженням та пропагуванням праць Рассела, a також посилала проповідників до різних європейських країн. У 1916 році постала європейська філія Товариства Вартової Башти в Цюріху. Расселл пояснював існування багатьох товариств вимогами юридичних законів.
У 1913 р. Расселл виграв справу у суді проти газет, які розповсюджували щодо нього різні неправдиві відомості.
В той час Расселл і та його співпрацівники, очікуючи кінця Часу Поган, реалізували серію фільмів і кольорових слайдів, синхронізованих з записаною на платівках музикою та текстом коментарів під назвою Фотодрама Створення (це було першопрохідницьке досягнення в галузі кольорового і звукового кіно), яка представляла дії на землі від її створення до кінця 1000-літнього панування Христа. Прем'єра «Фотодрами Створення» відбулася в січні 1914. До кінця того року «Фотодраму Створення» переглянуло вісім мільйонів людей в Північні Америці, Європі, Новій Зеландії та Австралії.
Перед 1914 р. Расселл здійснив ще багато подорожей з викладами, котрі прослухали десятки тисяч людей. Розповсюджено мільйони книг, сотні мільйонів трактатів і величезну кількість публікацій на 35 мовах. У пресі, також і світській, широко друкувались його проповіді вже від 1904 року.
У жовтні 1914 р. доходив до кінця очікуваний Дослідниками і проголошуваний від 1879 року період «Часів Поган». Згідно з ученням Дослідників у цей період Ісус Христос зайняв в небі становище і закінчилось пророцтво, що «погани топтатимуть Єрусалим». З серпня того ж року вже тривала I Світова Війна, яку багато хто ототожнював з цим пророцтвом. Деякі очікування Расселла і Дослідників не справдились: стосовно того, що Церква мала бути забрана на небо в 1914—1915, а також, що Царство Христа мало бути встановлене на землі протягом цього ж року. В 1916 році в передмові до 2 тому Расселл визнав свою помилку і заохотив братів не знеохочуватися, а тривати в посвяті Богові до смерті.
16 жовтня 1916 року Пастор Рассел, а також його секретар Мента Стурджин вирушили в подорож з викладами до західної частини США. Расселл був тоді вже важко хворий. Подорож пролягала через Канаду, Детройт, штати Іллінойс, Канзас і Техас до Каліфорнії. Расселл виголосив свій останній виклад в Лос-Анджелес, в неділю 29 жовтня 1916 року. Через два дні він помер в залізничному вагоні в місцевості Пампа в штаті Техас у віці 64 років. Поруч його могили встановлено мініатюру Великої Піраміди. На надгробку зроблено напис «Ангел Лаодикії».
Похоронні урочистості відбулись в залі Палацу в Нью-Йорку і в Карнегі-Гол в Пітсбургу. Згідно з останньою волею брата Рассела, його поховали в Алагейні на ділянці родини Бетел.

## Спадщина Расселла
Після смерті Рассела настала криза в русі Дослідників Святого Письма. Його наступником на посаду президента Товариства «Вартової Башти» 6 січня 1917 було обрано генеральним з'їздом акціонерів Джозефа Франкліна Рутерфорда.
Шість Дослідників відкинули цей вибір, вважаючи себе правдивими прихильниками Рассела. До них належать між іншим Товариство Дослідників Святого Письма, Вільних Дослідників Святого Письма, Світський місійний рух "Епіфанія".
Натомість головна група пов'язана з закладеним Расселом «Товариством Вартової Башти» i часописом «Вартова Башта» в 1931 році прийняла назву «Свідки Єгови». У зв'язку з наростаючою критикою Свідків Єгови, на інтернет-сторінках, присвячених Расселу, з'явились статті, які захищають його ім'я і рішуче заперечують погляд, що пастор був засновником цього віровизнання.